# عون الخصاونة
عون شوكت رشيد الخصاونة (22 فبراير 1950 -)، رئيس وزراء المملكة الأردنية الهاشمية بالفترة من 17 أكتوبر 2011 حتى 26 أبريل 2012، وقاض سابق في محكمة العدل الدولية. كُلِّف من قبل ملك الأردن عبد الله الثاني بن الحسين في 17 أكتوبر 2011 بتشكيل الحكومة وذلك بعد استقالة حكومة معروف البخيت.قدّم عون الخصاونة استقالته في 26 نيسان أبريل 2012،وكُلِّف فايز الطراونة بتشكيل الحكومة خلفا له.

## عن حياته
ولد في عمّان، والده هو المحامي «شوكت الخصاونة»، ووالدته هي «مريم الحمود» وخاله هو «زها الحمود» الذي كان موظفًا في رئاسة الوزراء، وقضى مع رئيس الوزراء هزاع المجالي في حادثة تفجير الرئاسة عام 1960.
أكمل تعليمة الثانوي في «الكلية العلمية الإسلامية» في عمّان، وحصل على شهادة البكالوريوس في التاريخ والقانون من جامعة كامبريدج، ثم على الماجستير في القانون الدولي من ذات الجامعة. وفي العام 1975 التحق بوزارة الخارجية موظفًا في السلك الدبلوماسي، وكانت البداية بالبعثة الأردنية الدائمة في الأمم المتحدة بنيويورك، وفي الفترة بين أعوام 1976 و1980 أصبح النائب الأول والنائب الثاني في البعثة.
في عام 1980 عمل مسؤولًا في وزارة الخارجية للقانون الدولي والمنظمات الدولية، وفي عام 1985 رُقيّ ليصبح رئيسًا لقسم القانون الدولي وذلك حتى عام 1990. وفي عام 1990 انتقل للعمل في الديوان الملكي في مكتب ولي العهد آنذاك الأمير الحسن بن طلال. وفي الفترة بين 1991 و1994 اختير عضوًا في وفد الأردن لمفاوضات السلام مع إسرائيل، كما عين مستشارًا في القانون الدولي للملك الحسين بن طلال. وفي عام 1996 عُيِّن رئيسًا للديوان الملكي، واستمر بالمنصب حتى عام 1998.
في عام 1999 خاض مباراة اختيار القضاة في محكمة العدل الدولية لأول مرة، وبعد اختياره أصبح أول قاض أردني في المحكمة، وتولّى أثناء عمله بالمحكمة منصب نائب رئيس المحكمة.

### أوسمه حصل عليها
حاز على العديد من الأوسمة، منها:
- وسام الاستقلال، عام 1993.
- وسام الكوكب الأردني، عام 1996.
- وسام النهضة، عام 1996.
- وسام جوقة الشرف الفرنسي من مرتبة فارس، عام 1997.